# Сельское поселение Кадниковское
Сельское поселение Кадниковское — сельское поселение в составе Вожегодского района Вологодской области.
Центр — посёлок Кадниковский.
Образовано 1 января 2006 года в соответствии с Федеральным законом № 131 «Об общих принципах организации местного самоуправления в Российской Федерации».
В состав сельского поселения вошёл Кадниковский сельсовет.
По данным переписи 2010 года население — 2422 человека.
Расположено на юге района. Граничит:
- на юге и востоке с Харовским районом,
- на севере с Митюковским сельским, Вожегодским городским и Тигинским сельским поселениями,
- на западе с Бекетовским сельским поселением.

## Населённые пункты
В 1999 году был утверждён список населённых пунктов Вологодской области. Согласно этому списку в Кадниковский сельсовет входили 4 посёлка.
Согласно новому списку, утверждённому в 2010 году, в сельсовете 3 посёлка. Все они расположены на Митинской узкоколейной железной дороге, которая начинается в посёлке Кадниковский и заканчивается в посёлке Межурки Харовского района (Азлецкое сельское поселение). Расстояние от Кадниковского до Бекетово по железной дороге — 44 км. В посёлке Кадниковский также расположена одноимённая станция Северной железной дороги (участок Вологда — Харовск).
| Населённый пункт     | ОКАТО          | Рег. номер | Расстояние до районного центра, км | Расстояние до центра поселения, км | Индекс | Координаты                      |
| -------------------- | -------------- | ---------- | ---------------------------------- | ---------------------------------- | ------ | ------------------------------- |
| посёлок Бекетово     | 19 218 810 002 | 1675       | 62                                 | 44                                 | 162152 | 60°26′09″ с. ш. 39°39′08″ в. д. |
| посёлок Кадниковский | 19 218 810 001 | 1674       | 18                                 | —                                  | 162150 | 60°19′09″ с. ш. 40°15′56″ в. д. |
| посёлок Яхренга      | 19 218 810 004 | 1677       | 33                                 | 15                                 | 162151 | 60°19′40″ с. ш. 40°00′34″ в. д. |

Упразднённые населённые пункты:
| Населённый пункт   | Рег. номер | Расстояние до районного центра, км | Расстояние до центра поселения, км |
| ------------------ | ---------- | ---------------------------------- | ---------------------------------- |
| посёлок Ноябрьский | 1676       | 30                                 | 12                                 |